# 山 (クルアーン)
『山』とは、クルアーンにおける第52番目の章（スーラ）。49の節（アーヤ）から成る。マッカ啓示に分類される。

## 内容
冒頭の「かの（啓示の）山にかけて（誓う）」から、この題名が採られている。
審判の日と来世について述べられている。